# Kraljevina Srbov, Hrvatov in Slovencev
Kraljevina Srbov, Hrvatov in Slovencev (okrajšano SHS) je bila država, ki je nastala 1. decembra 1918 z združitvijo Države Slovencev, Hrvatov in Srbov ter Kraljevine Srbije. 3. oktobra 1929 je bila država preimenovana v Kraljevino Jugoslavijo.

## Zgodovina
Nevarnost s strani Italije, ki je po koncu prve svetovne vojne in razpadu Avstro-Ogrske v skladu z londonskim paktom zasedla Primorsko in Istro ter dele Dalmacije, in pritisk Srbov po združitvi v skupno državo, izražen že s Krfsko deklaracijo, sprejeto 20. julija 1917 v izgnanstvu na Krfu, sta povzročila 1. decembra 1918 združitev Države SHS s Kraljevino Srbijo v Kraljevino Srbov, Hrvatov in Slovencev s sedežem v Beogradu.
12. novembra 1920 so predstavniki vlade SHS in italijanske vlade v italijanskem mestu Rapallo podpisali pogodbo o razmejitvi, znano kot rapalska pogodba. Jugoslavija se je z njo odrekla velikanskemu delu ozemlja na zahodu: Goriški, delu Gorenjske, in sicer Beli Peči, Notranjske, Trstu, Istri, Zadru ter otokom Cres, Lošinj, Lastovo in Palagruža. Reka je dobila status svobodnega mesta, dve leti kasneje pa je Jugoslavija priznala Italiji tudi pravice nad tem mestom. S podpisom rapalske pogodbe je pod Italijo prišlo okoli pol milijona Slovencev in Hrvatov.
28. novembra 1920 so bile volitve v ustavodajno skupščino. Na njih je največ glasov (92) dobila Jugoslovanska demokratska stranka (JDS), sledijo ji Narodna radikalna stranka (NRS, 91 glasov), Komunistična partija Jugoslavije (KPJ, 58), Hrvatska republikanska seljačka stranka (HRSS, 50) in druge manjše stranke. Ponoči 29. decembra istega leta je z Obznano komunistična partija prepovedana, vsem njenim poslancem pa so vzeli mandate.
Prvo ustavo Kraljevine SHS - Vidovdanska ustava - so sprejeli 28. junija 1921. Sprejeta je bila z navadno večino 223 glasov, proti je glasovalo 35 poslancev, 161 pa se je glasovanja vzdržalo. Ustava je Kraljevino Srbov, Hrvatov in Slovencev opredelila kot monarhijo troimenega naroda SHS, ki ga sestavljajo tri enakopravna plemena, in kot uradni jezik določila srbo-hrvaško-slovenski jezik. Makedonskega, črnogorskega in drugih narodov ni priznavala. Ustava je sicer zagotavljala nekatere demokratične svoboščine, kot sta svoboda tiska, in politično združevanje, po drugi strani pa je dajala vladarju velika pooblastila, kot so razpust skupščine, imenovanje vlade in postavljanje sodnikov. Upravno je bila država razdeljena na 33 »oblasti« (po zgledu francoskih departmajev), ki so jim načelovali župani, te pa je imenovala osrednja uprava v Beogradu. Slovenija je razdeljena na ljubljansko in mariborsko oblast. Pokrajine ali oblasti so bile:
| - ljubljanska, - mariborska, - zagrebška, - primorsko-krajiška, - bihaška, - vrbaška, - travniška, - splitska, - mostarska, - dubrovniška, - zetska, | - sarajevska, - tuzlanska, - osiješka, - sremska, - bačka, - beograjska, - podrinjska, - valjevska, - užiška, - podonavska, - požarevška, | - šumadijska, - moravska, - kruševska, - timoška, - reška, - niška, - kosovska, - vranjska, - skopska, - bregalniška in - bitolska. |

Za to obdobje so bile značilne pogoste menjave vlad. Do odprave parlamentarne demokracije 6. januarja 1929 se je izmenjalo kar 24 vlad.
20. junija 1928 je poslanec NRS Puniša Račić v skupščini streljal na skupino hrvaških poslancev in ubil Pavla Radića in Djura Bašarička, težko pa ranil tudi predsednika HSS Stjepana Radića, ki je 8. avgusta ranam podlegel. Po streljanju v parlamentu je opozicija zahtevala odpravo vidovdanske ustave in uvedbo federalizma. Prišlo je do velikih demonstracij v Zagrebu, v oboroženem spopadu je bilo več mrtvih.
6. januarja 1929 je kralj Aleksander I. Karađorđević razveljavil ustavo, razpustil parlament in prevzel oblast. Vlada, ki jo je vodil general Petar Živković, je bila odgovorna neposredno kralju. 3. oktobra 1929 je bila država preimenovana v Kraljevino Jugoslavijo.